# María Coronada
María Coronada (Badajoz; 11 de septiembre de 1945) es una soprano lírica española, y una de las cantantes extremeñas más famosas.

## Biografía
Nació en Badajoz pero pasó su infancia en Villafranca de los Barros. En Sevilla estudia piano y canto, que termina en Barcelona. Allí cursa perfeccionamiento con Conchita Badía. Amplía estudios en Roma y Rumanía. Desarrolla una amplia carrera profesional, durante la que actúa en el Teatro Real de Madrid, el Teatro del Liceo de Barcelona, el Auditórium Santa Cecilia de Roma, el Teatro Lope de Vega de Sevilla, el City Opera de Nueva York, el Teatro de la Ópera de Leipzig, el Auditórium de Turín, el Auditórium de Palma de Mallorca y en el Boston Center Opera, entre otros. Interpreta obras como La Vida Breve, de M. de Falla; Dido y Eneas, de H. Purcell, Andrea Chénier, de U. Giordano, Tosca, de G. Puccini, Tristán e Isolda de Richard Wagner o Goyescas, de E. Granados. Viaja anualmente a Corea del Sur para trabajar con el coro de Seúl y ofrece clases magistrales en Barletta.
En 2009 recibió la Medalla de Extremadura por sus méritos como cantante y por su dedicación a la enseñanza del canto, que ejerció en el Conservatorio Superior de Badajoz desde 1994 hasta su jubilación a principios del curso académico 2011-2012.